# Potnia brevicornis
Potnia brevicornis är en insektsart som beskrevs av Fowler. Potnia brevicornis ingår i släktet Potnia och familjen hornstritar. Inga underarter finns listade i Catalogue of Life.